# 도나 밀스

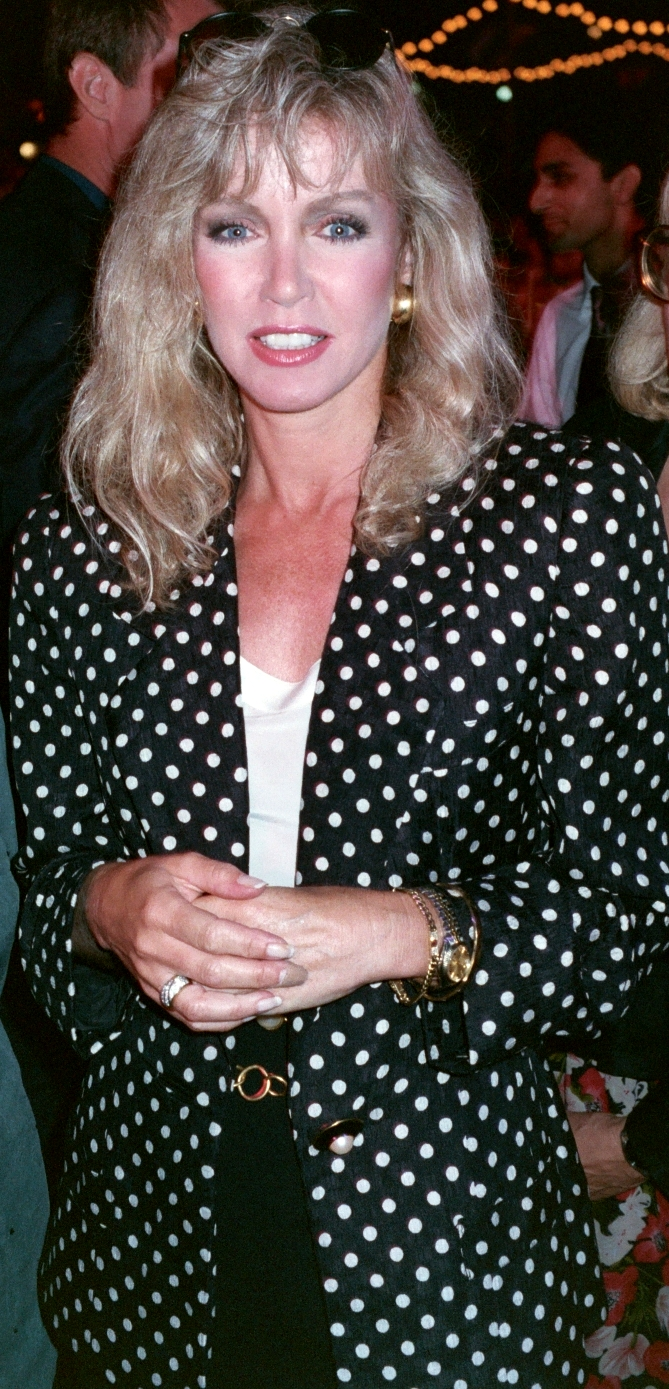

도나 밀스(Donna Mills, 본명: Donna Jean Miller, 1940년 12월 11일 ~ )는 미국의 텔레비전 배우, 배우, 연극 배우, 영화배우, 영화 프로듀서이다.
시카고에서 태어났다.

## 영화
- 조이 (2015년) - 프리실라 역
- 베리 쿨 크리스마스 (2004년)
- 닙턱 (2003년)
- 커스 파트 3 (2000년)
- 내 이름은 케이트 (1994년)
- 대통령의 여인 (1992년)
- 사랑의 선택 (1990년)
- 미녀 추적 작전 (1989년)
- 오지의 미녀 (1988년)
- 이상한 나라의 앨리스 (1985년)
- 에센스 (1982년)
- 낫츠 랜딩 (1979년)
- 사랑의 유람선 (1977년)
- 특수기동대 (1975년)
- 롤링 맨 (1972년)
- 롤링 맨 (1972년)
- 심야의 테러 (1972년)
- 어둠 속에 벨이 울릴 때 (1971년)
- FBI (1965년)
- 딜론 보안관 (1955년)